# Peugeot 205
O Peugeot 205 é um modelo de automóvel de porte pequeno da Peugeot, porém é um carro muito completo e de ótima dirigibilidade, e com um motor muito forte para sua época. Este automóvel foi produzido entre 1983 e 1998. E foi provavelmente um dos veículos hatchback mais representativos dos anos 80. Foi eleito o carro da década pela revista Car Magazine em 1990.
Era mais utilizado como carro para rali, por ter uma suspensão independente nas quatro rodas, coisa que carros da época não tinham. O modelo mais rápido do 205 era o 1.8 16v Turbo, conhecido por 205 T16, que atingia de 0–100 km/h em apenas 3 segundos.
Varias peças de seu projeto foram usadas no Peugeot 106 restyling (reestilizado) peças como motor, caixa de velocidades, sistema de travagem, e suspensão traseira foram usadas no "primo" menor.

## Historia
Antes de seu lançamento a Peugeot passava por um crise e por problemas com a divisão de europeia da Chrysler-Talbot adquirida em 1978, fazendo do 205 a salvação da Peugeot, desenhado pela Pininfarina  foi um sucesso vendendo 5.278.300 de unidades, sendo ele um legitimo pocket-rocket com ele a Peugeot ganhou dois títulos no grupo B de Rally.

Chegou ao Brasil em 1992 com a abertura das importações e permanecendo ate 1998, sendo substituído pelo 206.